# Kézdialbis
Kézdialbis (románul Albiș) falu Romániában, Erdélyben, Kovászna megyében. Közigazgatásilag Csernátonhoz tartozik.

## Fekvése
Kézdivásárhelytől 14 km-re délnyugatra, a Bodoki-hegység lábánál, az Albis-patak völgyében fekszik.

## Története
1539-ben Albis néven említik, de a falu sokkal korábbi.
Református erődtemplomának építése a 13. századra tehető román stílusban, 15. században késő gótikussá építették át. A templombelső legfontosabb régészeti lelete a román kori keresztelőmedence volt, amelyet a reformáció után a templom padlózata alá temettek.
A templomnak 18. századi falfestéstöredékei vannak. Falai kissé romos állapotban állnak, kaputornya 1637-ben épült.

## Népesség
A falunak 1910-ben 709 magyar lakosa volt. 1992-ben 434 lakosából 432 magyar és 2 román volt.

## Nevezetességek
- Református templom

## Híres emberek
- Itt született 1759-ben Albisi Pánczél Dániel a magyar újságírás egyik úttörője.
- Itt született Vass Gábor (1700?–1765), református lelkész, egyházi író, költő.
- Itt született Csomós János (1730–1768), református lelkész, egyházi író.
- Itt született 1914-ben Csíky Kálmán ideggyógyász, orvosi szakíró.
- Itt született 1939-ben Hollanda Dénes gépészmérnök, egyetemi tanár, dékán.
- Itt gyermekeskedett Bathó János (1859–1945), zeneszerző.

## Képek

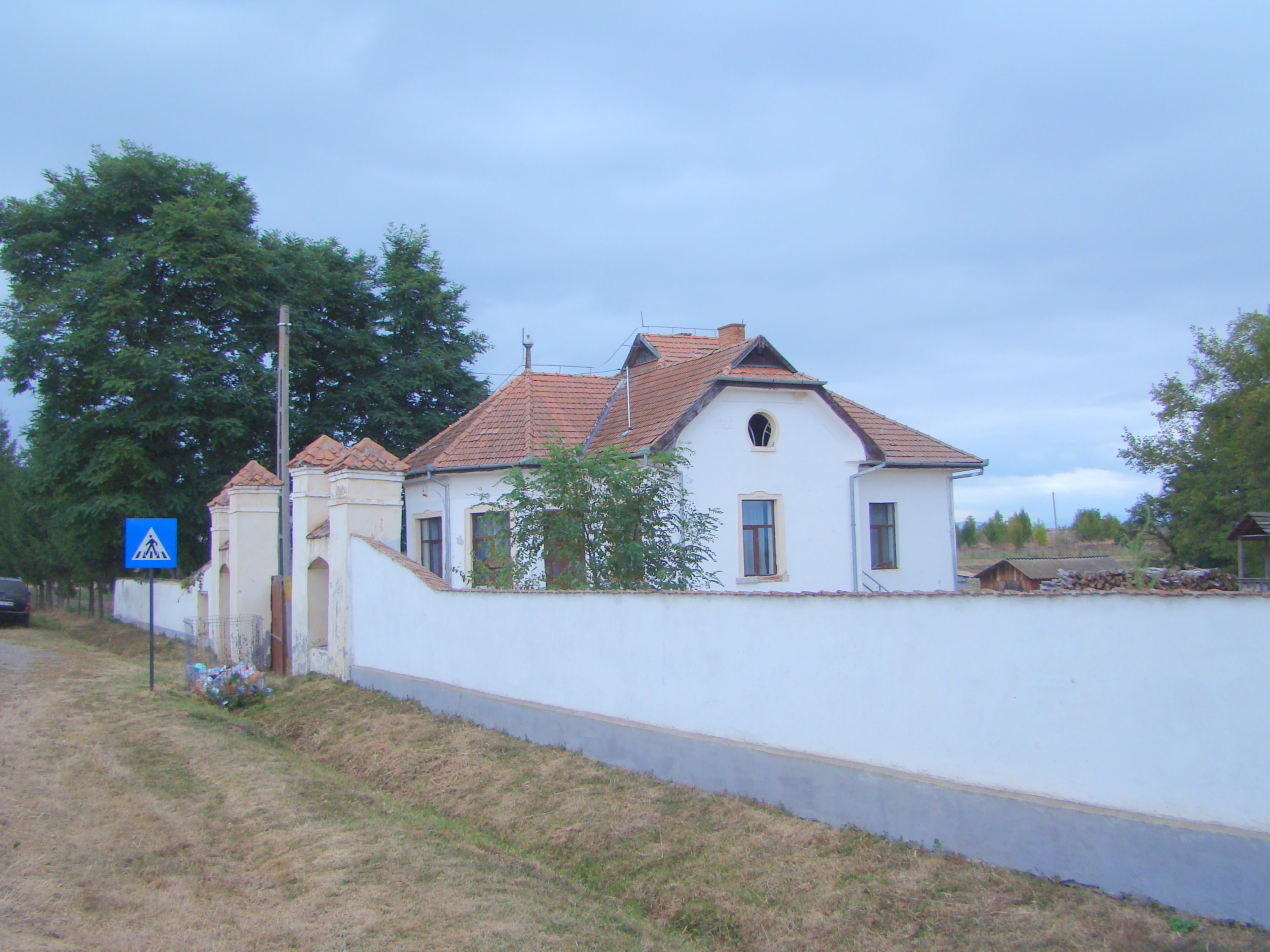
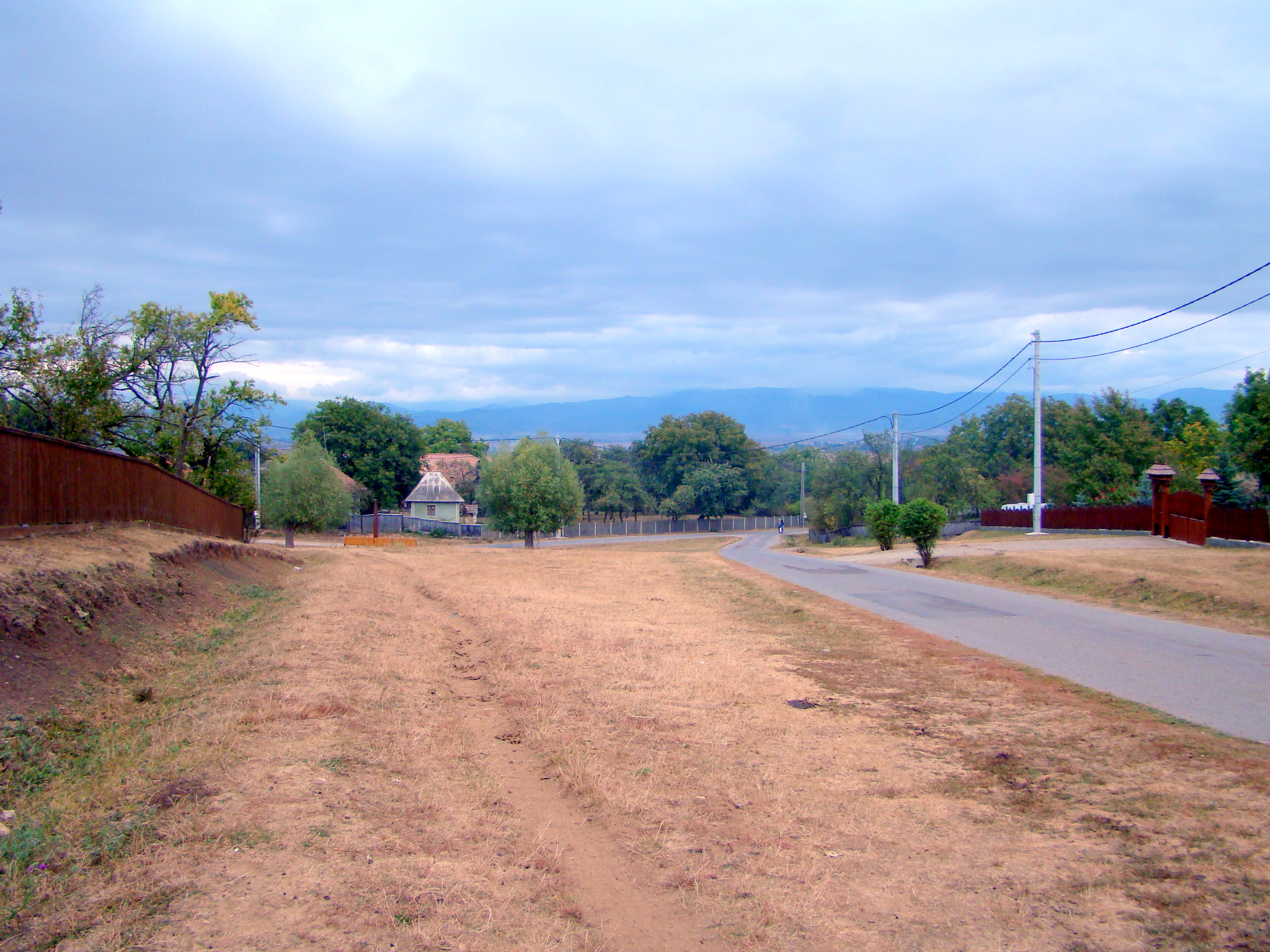
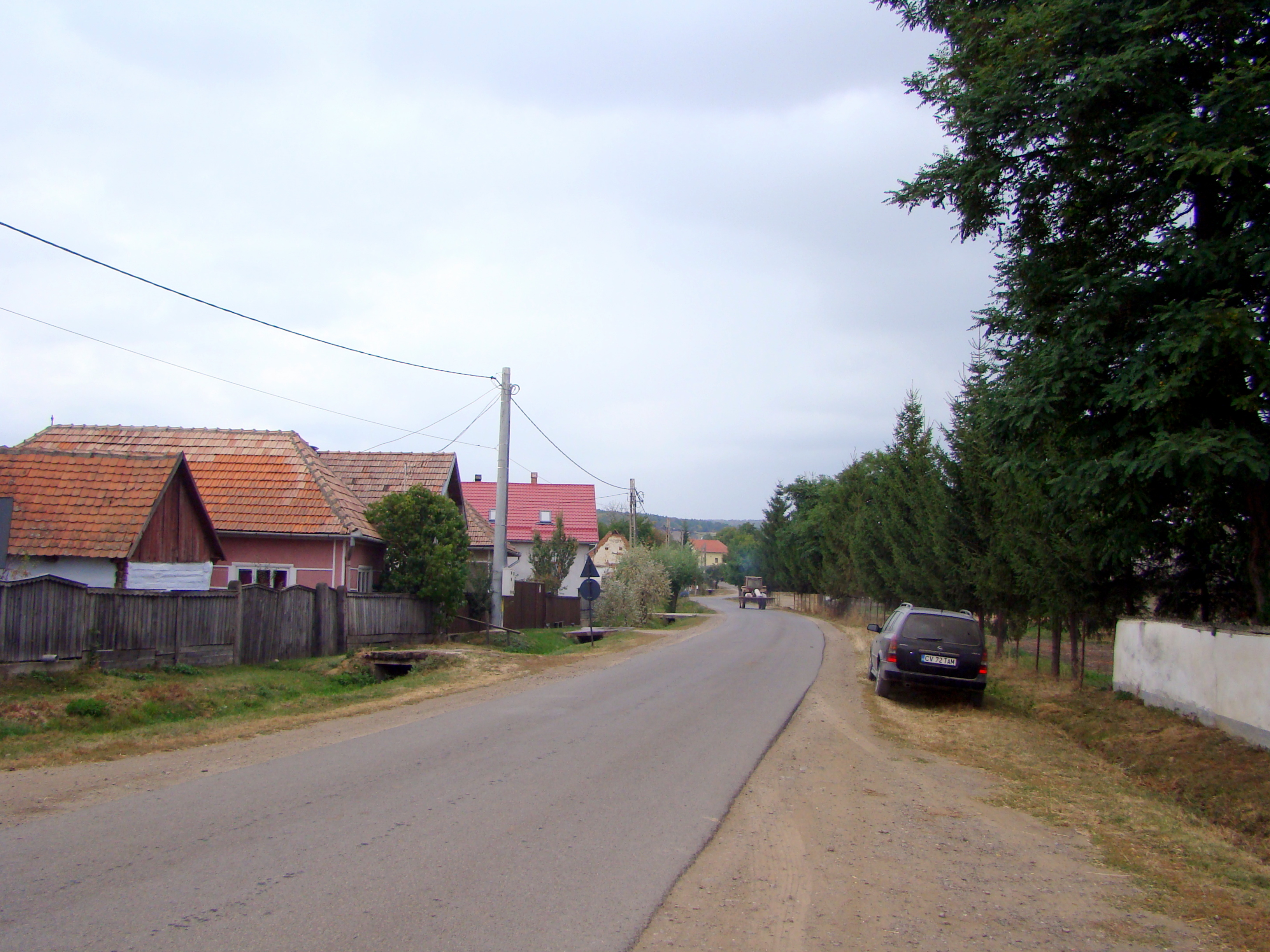
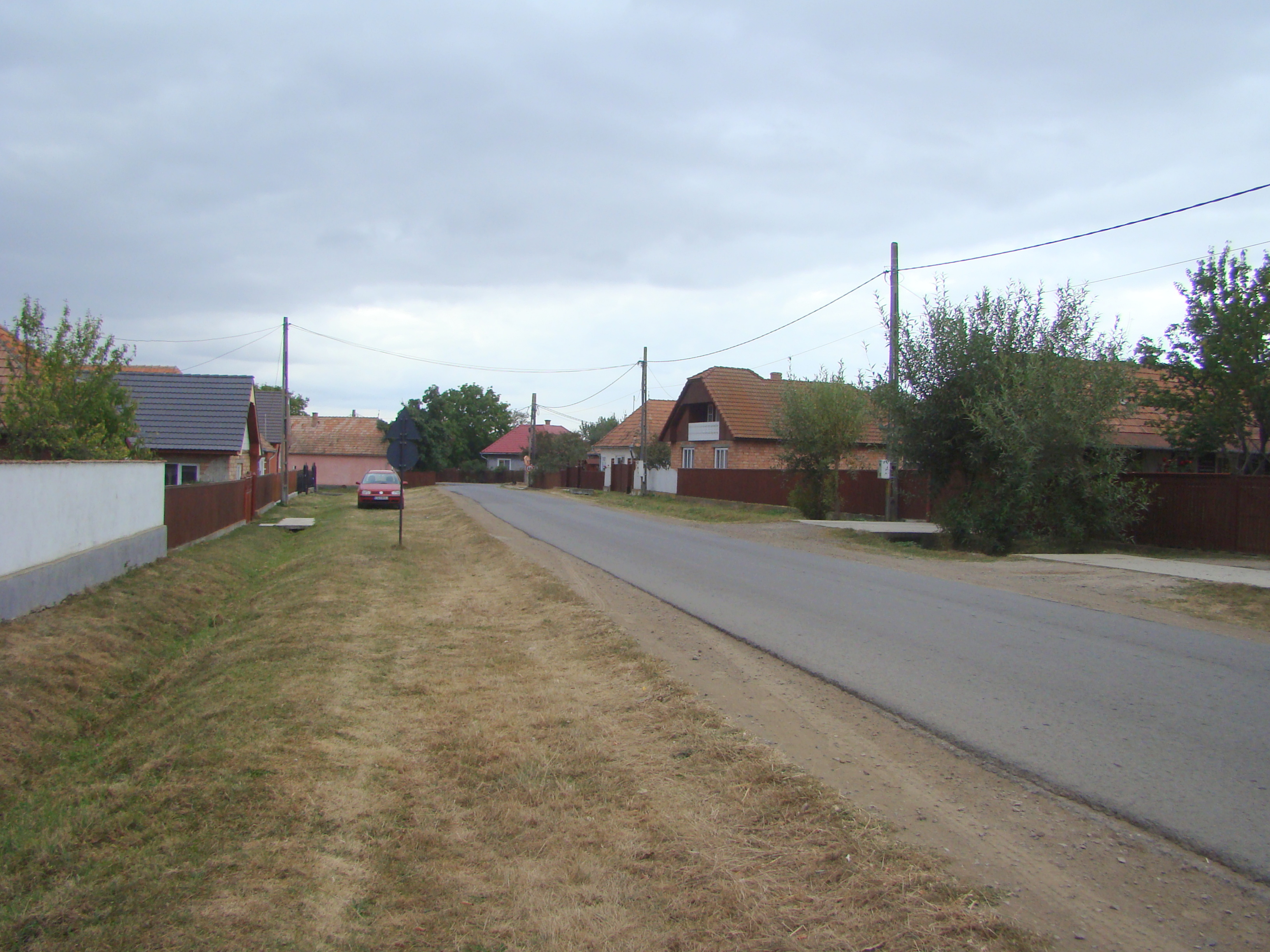
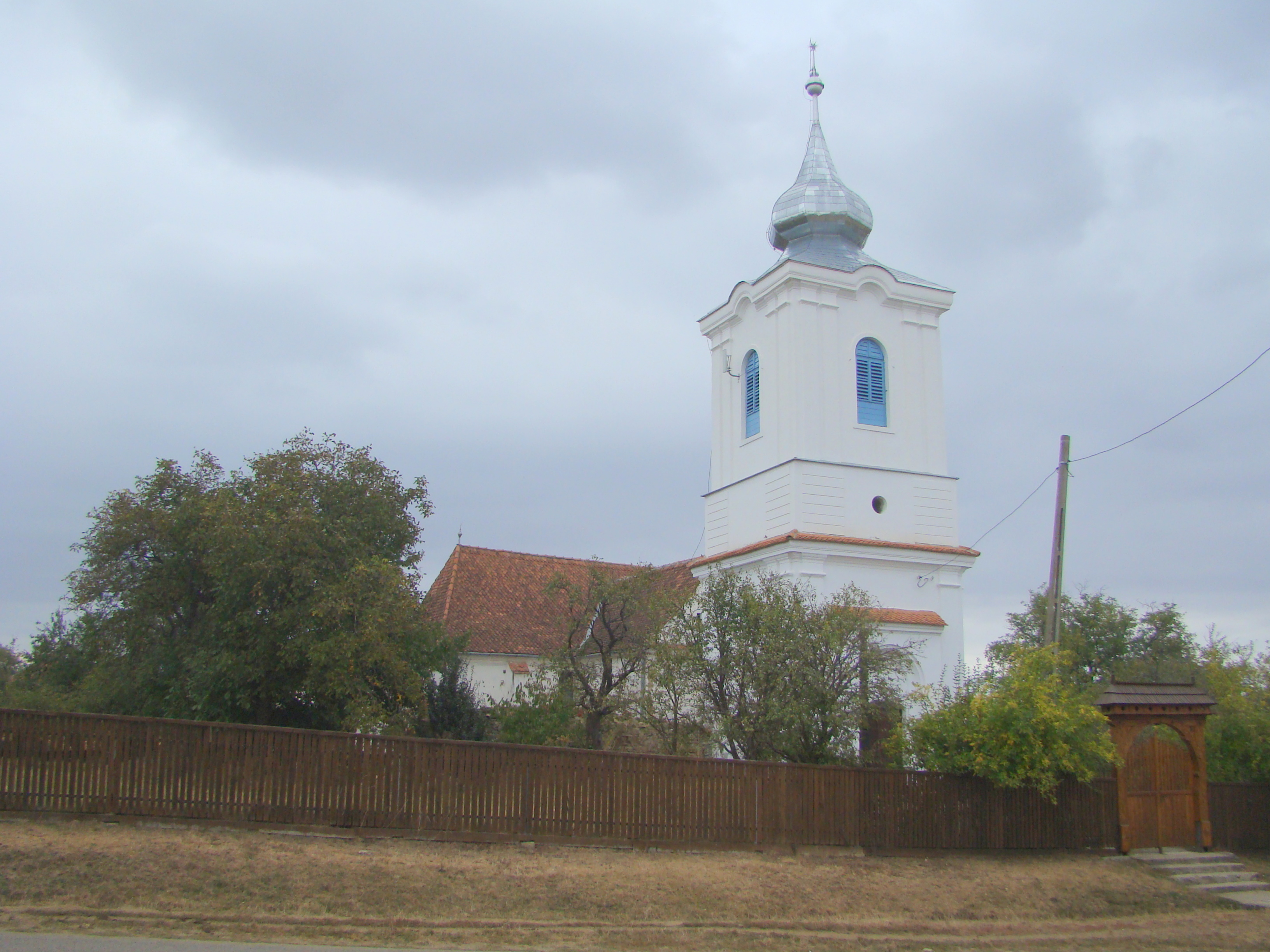
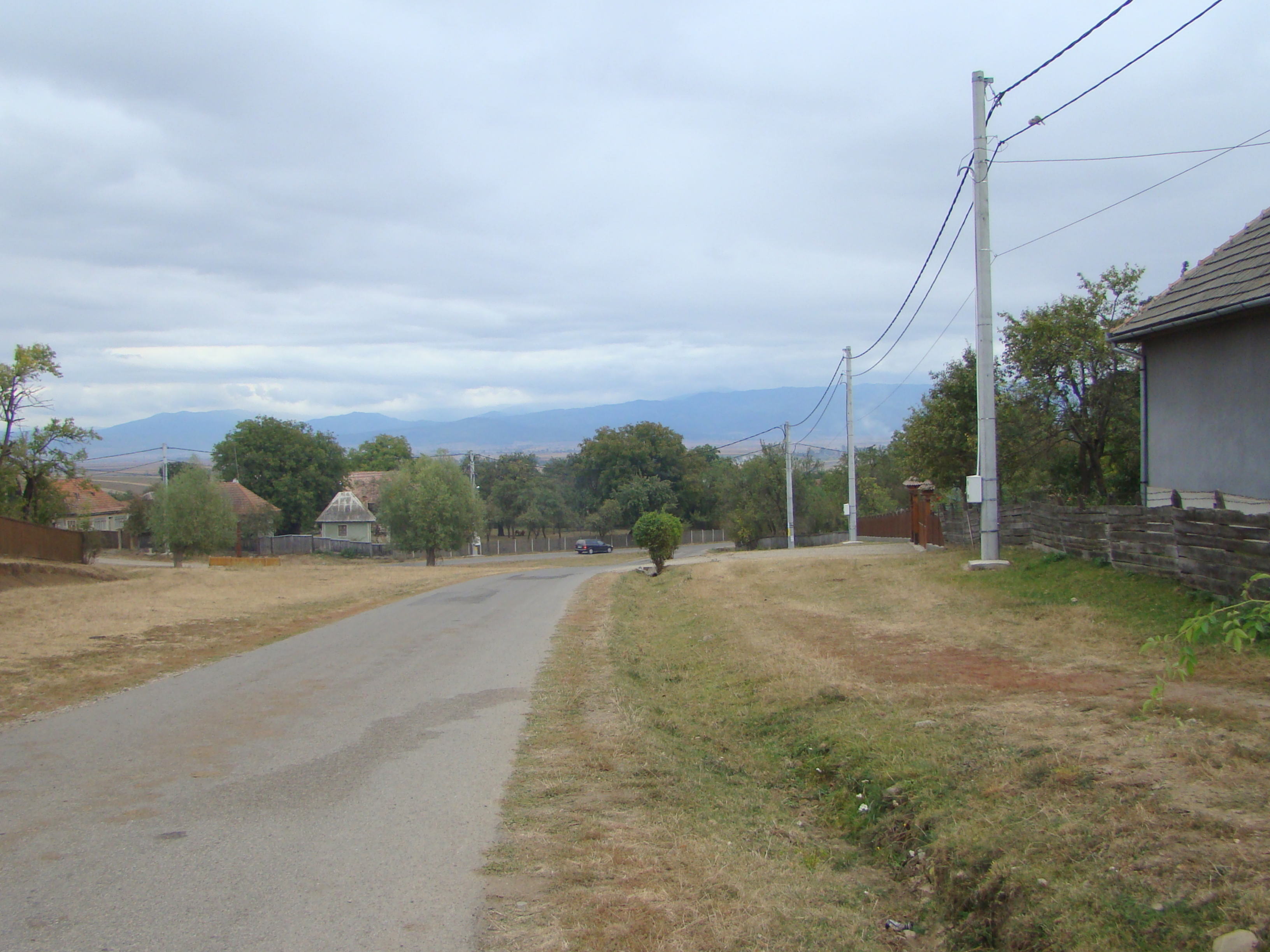
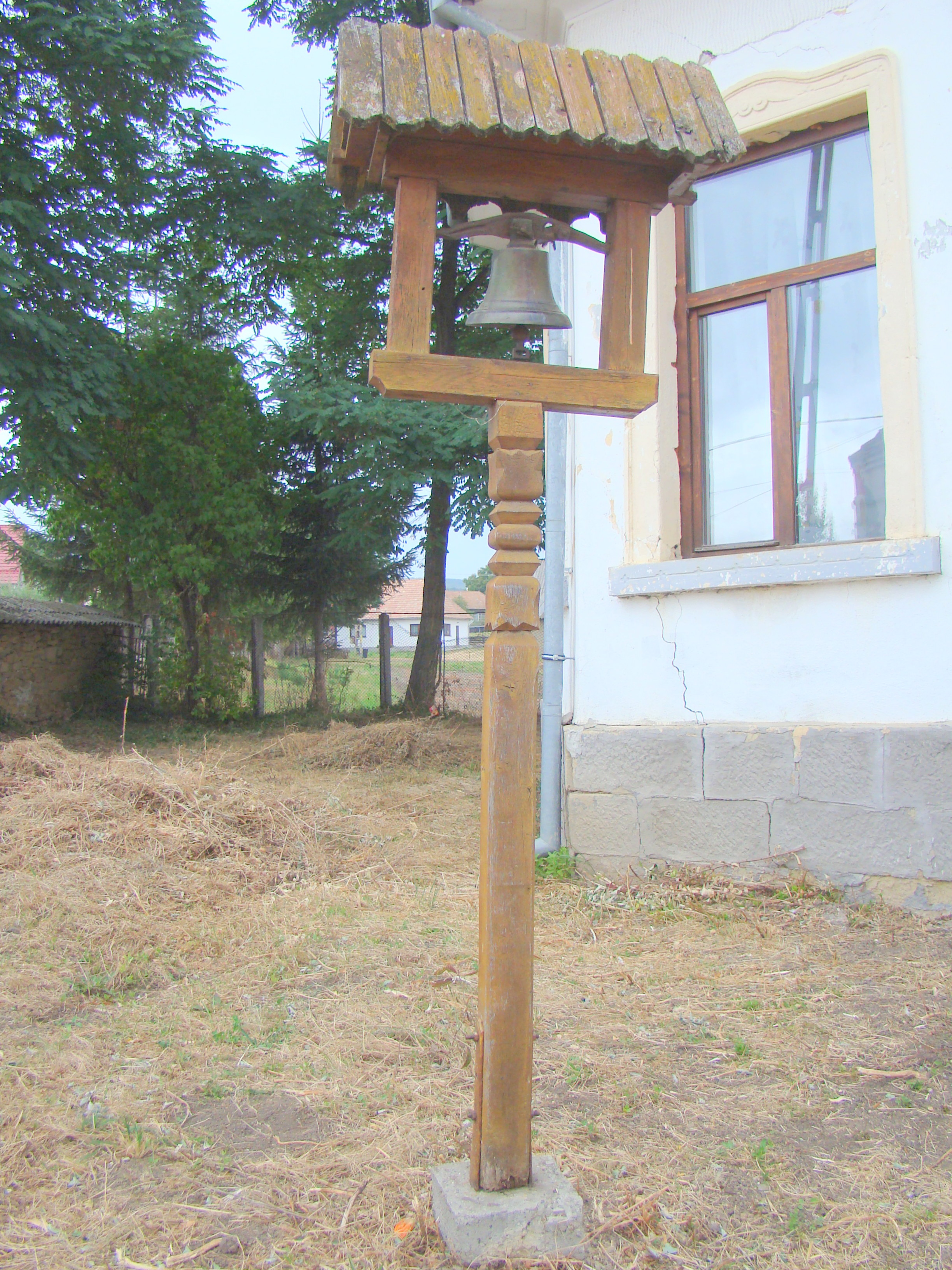
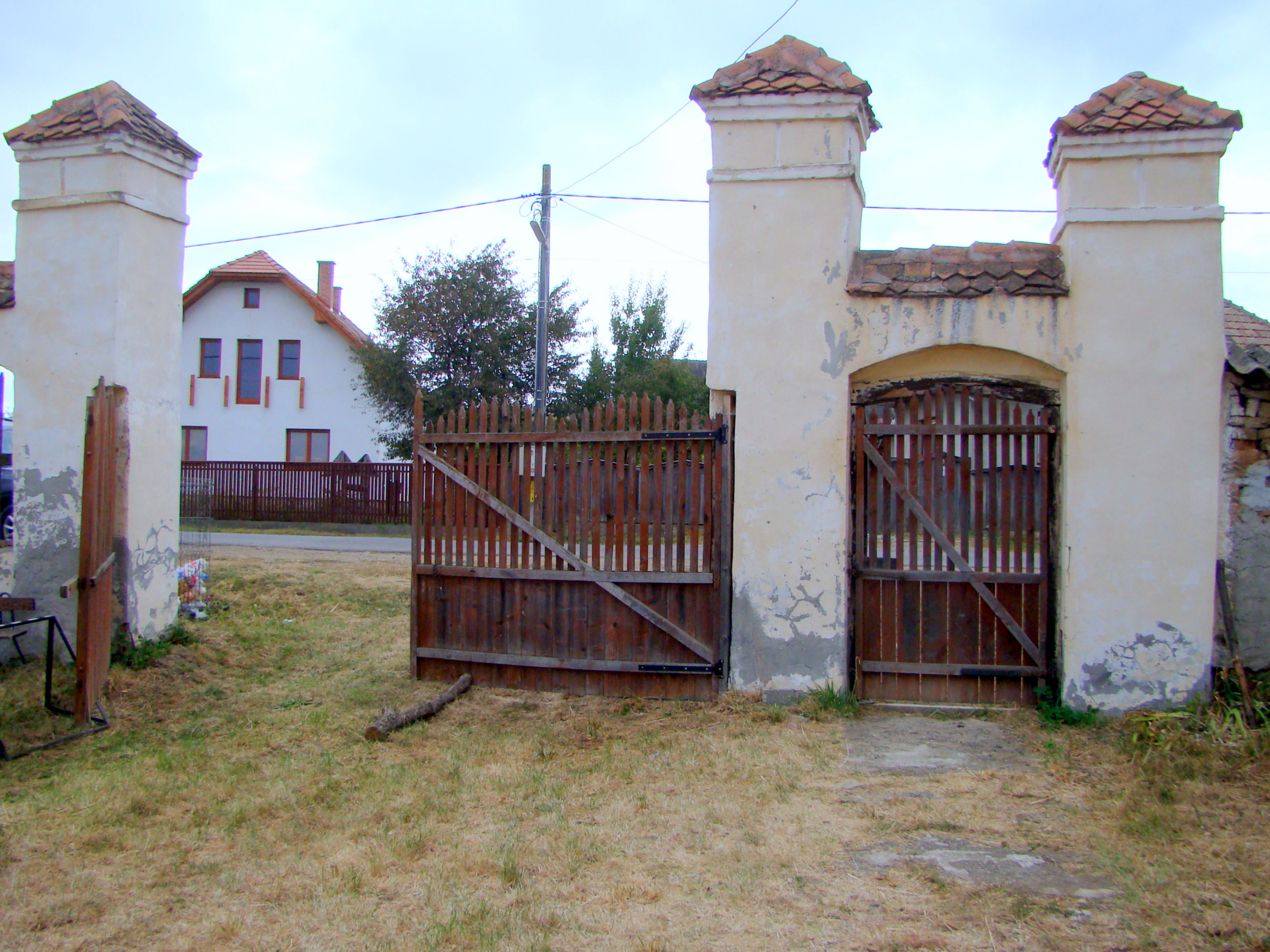